# Hempstead (Norfolk)
Hempstead is een civil parish in het bestuurlijke gebied North Norfolk, in het Engelse graafschap Norfolk met 177 inwoners.